# 권영희 (소설가)
권영희(1913년 ~ 2002년)는 정인택의 부인이자 박태원의 후처이다. 박태원의 건강이 나빠지자 소설 갑오농민전쟁 2부 구술을 받아적고 3부를 공동 집필했다.
가족은 정인택과의 2째 딸인 소설가 정태은이 있다.